# Abri du Bichel Nord
L'abri du Bichel Nord, ou abri Nord du Bichel, est un abri pour troupes d'intervalles, un des composants de la ligne Maginot. Il est situé sur la commune de Kœnigsmacker, dans le département de la Moselle.

## Description
Il s'agit d'un abri CORF (du nom de la Commission d'organisation des régions fortifiées), du type abri de surface (l'autre modèle étant l'abri-caverne). Situé à environ 900 mètres de son homonyme l'abri du Bichel Sud, il diffère toutefois de ce dernier, et d'autres abris « de surface » par une taille réduite sensiblement de moitié.
De par le fait, son architecture, unique, a vu ses aménagements pensés en conséquence : s'il dispose classiquement de deux cloches GFM pour la défense de ses superstructures, il n'est équipé en revanche que d'une seule et unique porte d'accès (contre deux suivant les plans de masse habituels). Sa façade, offrant une surface réduite, n'est pas dite « bastionnée » mais simplement linéaire (à l'image de l'abri du Bois-Karre, qui dispose pour sa part toutefois d'un plan de masse plus vaste et de deux portes d'accès).

## État actuel
L'abri est toujours propriété de l'Armée. Ses superstructures, bien qu'envahies par la végétation, restent visibles sans difficultés majeures, à l'image de ses cuirassements toujours en place, et à l'inverse de son intérieur, vide de tout équipement.
Son unique porte d'accès a par ailleurs été remblayée, rendant impossible tout accès intérieur.